# Canouan
Canouan – niewielka wyspa w archipelagu Grenadyn w południowej części Małych Antyli na Morzu Karaibskim. Leży 40 km od głównej wyspy Saint Vincent. Wyspa należy politycznie do Saint Vincent i Grenadyny.